# Fekalia
Fekalia (z łac. faecalis „kałowy”, od faex, dop. faecis „osad, fusy, szumowina”) – stałe lub półpłynne odchody ludzkie (mocz i kał) gromadzone w dołach kloacznych. Zawierają więcej składników pokarmowych niż odchody innych zwierząt. Mylone ze ściekami bytowymi powstającymi we współczesnych gospodarstwach domowych. Zmieszane odchody ludzi i innych zwierząt nazywane są ekskrementami.

## Zastosowanie
Fekalia po wcześniejszym przekompostowaniu mogą z powodzeniem być wykorzystywane jako nawóz organiczny, który stosuje się podobnie jak kompost w ilości 200–300 q/ha. Fekalia zawierają mało potasu, z tego względu zalecane jest nawożenie potasem oraz co kilka lat wapnowanie. 